# Fargesia declivis
Fargesia declivis är en gräsart som beskrevs av Tong Pei Yi. Fargesia declivis ingår i släktet bergbambusläktet, och familjen gräs. Inga underarter finns listade i Catalogue of Life.